# Avery (Texas)
Avery és una població dels Estats Units a l'estat de Texas. Segons el cens del 2000 tenia 462 habitants.

## Demografia
Segons el cens del 2000, Avery tenia 462 habitants, 210 habitatges, i 136 famílies. La densitat de població era de 187,8 habitants/km².
Dels 210 habitatges en un 26,7% hi vivien nens de menys de 18 anys, en un 43,8% hi vivien parelles casades, en un 13,8% dones solteres, i en un 34,8% no eren unitats familiars. En el 34,8% dels habitatges hi vivien persones soles el 21,4% de les quals corresponia a persones de 65 anys o més que vivien soles. El nombre mitjà de persones vivint en cada habitatge era de 2,2 i el nombre mitjà de persones que vivien en cada família era de 2,75.
Per edats la població es repartia de la següent manera: un 22,7% tenia menys de 18 anys, un 8,9% entre 18 i 24, un 22,7% entre 25 i 44, un 25,1% de 45 a 60 i un 20,6% 65 anys o més.
L'edat mediana era de 43 anys. Per cada 100 dones de 18 o més anys hi havia 76,7 homes.
La renda mediana per habitatge era de 21.146 $ i la renda mediana per família de 27.917 $. Els homes tenien una renda mediana de 23.333 $ mentre que les dones 16.346 $. La renda per capita de la població era de 13.180 $. Aproximadament el 14,3% de les famílies i el 21,5% de la població estaven per davall del llindar de pobresa.

## Poblacions més properes
El següent diagrama mostra les poblacions més properes.